# Tajemnica państwowa
Tajemnica państwowa – termin prawniczy odnoszący się do informacji poufnych.

## Sytuacja w Polsce
Pojęcie tajemnicy państwowej zostało zlikwidowane w ustawie o ochronie informacji niejawnych z dnia 5 sierpnia 2010.
W prawie polskim termin ten został zdefiniowany w ustawie z dnia 22 stycznia 1999 r. o ochronie tzw. informacji niejawnych. Oznaczał informację określoną w wykazie rodzajów informacji załączonych do ustawy, której nieuprawnione ujawnienie mogło spowodować istotne zagrożenie dla podstawowych interesów Rzeczypospolitej Polskiej, dotyczących porządku publicznego, obronności, bezpieczeństwa, stosunków międzynarodowych lub gospodarczych państwa (art. 2 pkt 1). 
Definicja z ww. ustawy przed nowelizacją z 15 kwietnia 2005 r. miała szerszy zakres, ponieważ obejmowała informację niejawną określoną w wykazie rodzajów informacji niejawnych zawartym w ustawie, której nieuprawnione ujawnienie mogło spowodować istotne zagrożenie dla podstawowych interesów Rzeczypospolitej Polskiej, a w szczególności dla niepodległości lub nienaruszalności terytorium, interesów obronności, bezpieczeństwa państwa i obywateli, albo narazić te interesy na co najmniej znaczną szkodę.
Dokumenty lub materiały zawierające tajemnicę państwową mogły być oznaczone klauzulami: „ściśle tajne” (zgodnie z wykazem stanowiącym załącznik nr 1 do ww. ustawy – część I) i „tajne” (zgodnie z wykazem stanowiącym załącznik nr 1 do ww. ustawy – część II).